# 윤지미 (조선 의사)
윤지미(尹知微, 1569년 - ?)는 조선 중기, 후기의 의사, 의관이다. 본관은 파평(坡平)이다. 자는 미상이고, 호도 미상이다. 1606년(선조 39년) 식년의과(式年醫科)에 2등(二等) 아원(亞元)으로 급제, 의서인출감교관(醫書印出監校官)이 되었으며, 이희헌 등과 함께 의서의 감교관으로 참여, 이후 의서 발행, 인쇄를 감독하였다.
내의원 재직 중, 왕명으로 허준이 동의보감 편찬을 할 때와, 임진왜란 때 화재로 소실된 의서들을 다시 재간행, 복원 혹은 유사 문헌을 정리하라는 명을 받았을 때 의서인출감교관이 되어 허준이 《벽역신방》, 《신찬벽온방 (新纂辟瘟方)》, 《찬도방론맥결집성 (纂圖方論脈訣集成)》, 《의림촬요 (醫林撮要)》 등의 임진왜란으로 소실된 의서를 편찬, 정리할 때, 감교관으로 참여하였다. 서자였지만 첩이었던 어머니 억춘의 신분은 평민인 양첩이었으므로, 천민 신분은 아니었다.
증조할머니가 세종대왕의 아들 영해군 당의 손녀라 그의 대에까지 선원록에 실렸고 생모의 신분, 생모 이름 및 배다른 누나들의 이름도 실명으로 후대에 알려지게 되었다.

## 생애

### 출생과 가계
1569년(선조 3)에 태어났는데 생일, 출생지에 대한 기록은 모두 미상이다. 고조부는 현감 증 의정부영의정 윤이손(尹李孫)이고, 증조부는 추성정난위사공신(推誠定難衛社功臣)으로 의정부우의정과 좌의정을 지낸 영평군(鈴平君) 윤개(尹漑)이며, 할아버지는 생원으로 증 승정원좌승지에 추증된 윤비(尹棐)이며, 아버지는 통정대부 윤담휴(尹覃休)이다. 그러나 어머니는 평민으로 양녀 억춘(億春)이며 성씨는 미상이다. 
일설에는 그의 어머니는 병조판서를 지낸 대구김씨 김수달(金壽達)의 딸이라는 설도 있다. 성씨없는 양녀가 그의 생모로 나타난 선원록 기록과 달리 의과방목에는 대구김씨 김수달이 외조부로 나타난다.
고려 판도판서(版圖判書) 윤승례(尹承禮)의 8대손으로, 조선 세종때에 경기도관찰사와 우참찬, 좌참찬을 지내고 좌익공신 2등에 추록된 공간공(恭簡公) 윤형(尹炯)은 그의 종6대조이며 윤형의 동생 윤희가 그의 6대조이다. 또한 8대조 윤승례의 아들이 정정공 윤번으로, 그의 종7대조 윤번이 세조비 정희왕후 윤씨의 친정아버지이다. 8대조 윤승례의 형제인 윤승순은 그의 종8대조인데, 종8대조 윤승순은 세종의 서녀 정현옹주의 부마 윤사로, 성종비 정현왕후와 그 친정아버지 윤호, 윤탕로, 윤필상 등의 선조가 된다.
그의 증조모 전주이씨가 영춘군 이인(永春君 李仁)의 딸로, 세종대왕의 아들 영해군 이당의 손녀였기 때문에 선원록 등에도 그의 이름이 실리게 되었다.
7대조 윤규(尹珪), 종6대조 윤형, 증조부 윤개, 아버지 윤담휴가 모두 문과 급제자였고, 친삼촌 윤담무 역시 문과 급제자였으며, 할머니 광주이씨의 친정아버지 이성언 역시 문과 급제자였다. 친할아버지 윤비는 생원시에 입격했다. 그의 친삼촌 윤담무는 문과에 급제하여 승정원도승지를 역임하였고 사촌 윤지경은 충청도 관찰사와 예조참의를 역임했다. 아버지 윤담휴는 통례원통례를 지내고 통정대부에 이르렀다. 그러나 그는 서자였다.

### 관료 생활
그의 어머니 억춘은 평민출신 양첩이었기에, 그는 서자였으나 신분상 천민은 아니었다. 젊은 시절은 알려져 있지 않으며 음서로 관직에 올라 내의원(內醫院)에서 근무하던 중 1606년(선조 39년) 식년의과(式年醫科)에 2등(二等) 아원(亞元)으로 급제, 의서인출감교관(醫書印出監校官)이 되어 통훈대부 행내의원 부봉사로 이희헌(李希憲) 등과 함께 의서의 감교관으로 의서 발행, 인쇄를 감독하였다. 1612년(광해군 4) 행내의원직장(內醫院直長), 행내의원부봉사, 부참군(副參軍), 직장 등을 거쳐 뒤에 내의원정(內醫院正)을 지냈다.
1612년(광해군 4) 윤11월 중국 육조(六朝)시대의 고양생(高陽生)이 편한 의서 《찬도맥결 (纂圖脈訣)》의 내용을 허준이 왕명으로 수정발췌, 교정한 《찬도방론맥결집성 권1, 3 (纂圖方論脈訣集成 卷一, 三)》를 발간할 때, 통훈대부 행내의원직장으로 행내의원첨정 이희헌과 함께 감교관(監校官)이 되어 발행을 감독하였다.
1613년 《간이벽온방(簡易辟瘟方)》의 중간본을 훈련도감 활자로 재간행할 때, 감교관으로 이희헌(李希憲)와 함께 인쇄, 재간행을 감독하였다.
1613년(광해군 5) 허준이 왕명을 받고 다시 《신찬벽온방 (新纂辟瘟方)》을 편찬할 때 행내의원직장으로 감교관이 되어, 행내의원직장 이희헌과 함께 감교관으로 참여했다. 그해 12월 허준의 《벽역신방 (辟疫神方)》을 내의원(內醫院)에서 닥종이에 훈련도감 활자(訓鍊都監 活字)로 간행할 때 역시 행내의원부봉사로, 행내의원직장 이희헌과 함께 감교관으로 참여하였다. 1613년(광해군 5) 11월 행내의원 직장으로 있을 때 어의 허준(許浚)이 16년간 쓴 동의보감을 편찬, 발간할 때 이희헌 등과 함께 감교관(監校官)이 되어 동의보감 발행을 감독하였다.

### 생애 후반
1617년(광해군 10) 광해군이 자신의 생모 공빈 김씨를 왕비로 추존하기 위한 면복을 청하는 관복주청사를 명나라에 파견할 때, 질문의관이라는 임시직에 임명되어 광해군의 명으로 의관 최순립(崔順立), 안방정(安邦正) 등과 함께 사신의 수행원으로 선정되었다. 주청사를 따라 명나라 연경에 도착, 명나라의 왕응린(王應水+潾)과 의술에 관련된 질문과 답을 주고받는 기회를 얻었다. 뒤에 왕응린은 그 내용의 일부를 자신의 저서 왕응린잡집(王應水+潾雜集) 에 수록하였다. 그 뒤 일본에서 이를 복사, 일본에서 발행하여 1716년 답조선의문(答朝鮮醫門) 1권을 발행하면서 알려지게 되었다.
귀국 후 1618년 3월 27일 이유간(李惟侃)이 병이 들자 최순립(崔順立)과 함께 왕명으로 파견되어 최순립은 그의 진맥을 보았고, 윤지미가 진료를 하였다. 4월 2일에는 이유간의 형의 집에 온 지역 사는 윤 병마절도사의 처가 풍증이 있는 것을 진료를 청하여 최순립을 대동하여 방문, 진료 후 하룻밤 유숙한 뒤에 내의원으로 출근했다가 오는 길에 중탕(中湯)을 지어서 윤병사 처에게 갖다주었다.
이후의 행적은 기록에 나타나지 않는다.

### 사후
묘소의 위치는 실전되어 미상이다.
1720년(경종 1) 조선통신사가 일본을 왕래하면서 일본 막부의 의원들과 문답을 주고받는 과정에서 《답조선의문 (答朝鮮醫門)》의 존재가 조선에도 알려지게 되었고, 통신사의 수행원들이 입수한 책의 필사본이 조선에도 전해졌다. 2000년대 이후  《왕응린잡집 (王應水+潾雜集)》이 한국에도 소개되면서 그가 사신의 수행원으로 명나라에 가서, 질문을 한 것이 일부 알려졌다.

## 가족 관계
그는 서자였지만 증조모 전주이씨가 영춘군 이인(永春君 李仁)의 딸로, 세종대왕의 아들 영해군 이당의 손녀라서 선원록에 실렸고, 이복누나들과 이복여동생들, 그리고 생모인 양인 억춘의 성명이 모두 선원록에 수록되어 이름이 전해진 것이다.
- 할아버지 : 윤비(尹棐, 1522년 ~ 1585년)
- 할머니 : 광주이씨(廣州李氏), 이성언(李誠彦)의 딸
  - 삼촌 : 윤담무(尹覃茂, 1555년 ~ 1597년)
- 아버지 : 윤담휴(尹覃休, 1544년 ~ 1584년)
- 어머니(적모) : 평창이씨, 이희명(李希明)의 딸
  - 이복 누나 : 윤온순(尹溫順, 1562년 ~ ?)
  - 이복 매형 : 윤효전(尹孝全)
  - 이복 누나 : 윤정순(尹貞順, 1564년 ~ ?)
  - 이복 매형 : 정효공(丁好恭)
  - 이복 동생 : 윤지청(尹知淸, 1567년 ~ ?)
  - 이복 여동생 : 윤공순(尹恭順, 1568년 ~ ?)
  - 이복 매제 : 민간(閔榦)
  - 이복 동생 : 윤지양(尹知養)
  - 이복 동생 : 윤지백(尹知白, 1579년 ~ ?)

- - 이복 여동생 : 윤종순(尹從順, 1571년 ~ ?)
  - 이복 매제 : 이보(李莆)
  - 이복 여동생 : 윤영순(尹盈順, 1583년 ~ ?)
  - 이복 매제 : 민유청(閔惟淸)
- 어머니 : 억춘(億春), 윤담휴의 첩
- 부인 : 청주한씨, 전의감정 한승로(韓承老)의 딸
  - 자녀 없음

## 같이 보기
| - 허준 - 동의보감 - 이희헌 - 이각 - 윤개 - 윤승례 - 윤번 - 정희왕후 - 윤사흔 - 윤사분 - 윤사윤 - 양예수 | - 세종대왕 - 정현옹주 - 정현왕후 - 윤사로 - 윤탕로 - 윤곤 - 윤필상 - 윤효전 - 윤휴 |

## 참고 문헌
- 동의보감, 신찬벽온방, 찬도맥결집성, 신찬벽온방, 벽역신방

## 관련 서적
- 김남일, 《한의학에 미친 조선의 지식인들》 (들녘, 2011)
- 한희숙, 《의녀(키워드 한국문화 11): 팔방미인 조선 여의사》 (문학동네, 2012)
- 허준, 《동의보감. 1: 내경편》 (동의과학연구소 옮김, 휴머니스트, 2002)